# Single Parents
Single Parents je americký televizní sitcom stanice ABC, jehož tvůrci jsou Elizabeth Meriwether a J. J. Philbin. Hlavní role hrají Taran Killam, Leighton Meesterová, Kimrie Lewis, Jake Choi, Marlow Barkley, Devin Trey Campbell, Mia a Ella Allan a Brad Garrett. Pilotní díl byl vysílán dne 26. září 2018.
Seriál dostal v květnu objednávku na druhou sérii, ta měla premiéru 25. září 2019. V květnu 2020 bylo oznámeno zrušení seriály po dvou odvysílaných řadách.

## Obsazení
- Taran Killam jako Will Cooper
- Leighton Meesterová jako  Angie
- Brad Garrett jako Douglas
- Kimrie Lewis jako Poppy
- Jake Choi jako Miggy
- Marlow Barkley jako Sophie Cooper
- Tyler Wladis jako Graham
- Devin Trey Campbell jako Rory
- Mia Allan jako Emma
- Ella Allan jako Amy

## Seznam dílů

### První řada (2018–19)
| Č. v seriálu | Č. v řadě | Původní název                                                         | Režie             | Scénář                               | Premiéra v USA     |
| ------------ | --------- | --------------------------------------------------------------------- | ----------------- | ------------------------------------ | ------------------ |
| 1            | 1         | Pilot                                                                 | Jason Winer       | Elizabeth Meriwether a J. J. Philbin | 26. září 2018      |
| 2            | 2         | Sleepover Ready                                                       | Jason Winer       | Sarah Tapscott                       | 3. října 2018      |
| 3            | 3         | A Leash Is Not A Guinea Pig                                           | Erin O'Malley     | Kim Rosenstock                       | 10. října 2018     |
| 4            | 4         | Beyoncé Circa Lemonade                                                | Jason Winer       | Alison Bennet                        | 17. října 2018     |
| 5            | 5         | Politician, Freemason, Scientist, Humorist and Diplomat, Ben Franklin | Jason Winer       | Blake McCormick                      | 24. října 2018     |
| 6            | 6         | Lettuce                                                               | Kat Coiro         | Bridger Winegar                      | 31. října 2018     |
| 7            | 7         | They Call Me DOCTOR Biscuits!                                         | Maggie Carey      | Berkley Johnson                      | 7. listopadu 2018  |
| 8            | 8         | The Beast                                                             | Josh Greenbaum    | Lamar Woods                          | 28. listopadu 2018 |
| 9            | 9         | Ronald Reagan’s White House Collectible Pen                           | Trent O'Donnell   | Ali Kinney                           | 5. prosince 2018   |
| 10           | 10        | The Magic Box                                                         | Jason Winer       | Joe Wengert                          | 12. prosince 2018  |
| 11           | 11        | That Elusive Zazz                                                     | Jay Chandrasekhar | Kim Rosenstock a Sarah Tapscott      | 9. ledna 2019      |
| 12           | 12        | All Aboard The Two-Parent Struggle Bus                                | Pete Chatmon      | Alison Bennett                       | 16. ledna 2019     |
| 13           | 13        | Graham D’Amato: Hot Lunch Mentalist                                   | Erin O'Malley     | Blake McCormick                      | 23. ledna 2019     |
| 14           | 14        | The Shed                                                              | Josh Greenbaum    | Joe Wengert                          | 30. ledna 2019     |
| 15           | 15        | A Cash-Grab Cooked Up By the Crepe Paper Industry                     | Kat Coiro         | Bridger Winegar                      | 13. února 2019     |
| 16           | 16        | John Freakin' Stamos                                                  | Anya Adams        | Lamar Woods                          | 20. února 2019     |
| 17           | 17        | Summer of Miggy                                                       | Trent O'Donnell   | Adam Peña                            | 27. února 2019     |
| 18           | 18        | A Radiant Cloak of Sexual Irresistibility                             | Erin O'Malley     | Ali Kinney                           | 13. března 2019    |
| 19           | 19        | Win a Lunch with KZOP's Will Cooper!                                  | Kat Coiro         | Berkley Johnson                      | 20. března 2019    |
| 20           | 20        | Raining Blood                                                         | Josh Greenbaum    | Noah Garfinkel                       | 3. dubna 2019      |
| 21           | 21        | Joust!                                                                | Natalia Anderson  | Celeste Klaus a Dani Shank           | 10. dubna 2019     |
| 22           | 22        | Lance Bass Space Cump                                                 | Erin O'Malley     | David Feeney                         | 1. května 2019     |
| 23           | 23        | Ketchup                                                               | Erin O'Malley     | J. J. Philbin                        | 10. dubna 2019     |

### Druhá řada (2019–2020)
| Č. v seriálu | Č. v řadě | Původní název                             | Režie             | Scénář                            | Premiéra v USA     |
| ------------ | --------- | ----------------------------------------- | ----------------- | --------------------------------- | ------------------ |
| 24           | 1         | Summer of Freedom                         | Erin O'Malley     | Alison Bennett                    | 25. září 2019      |
| 25           | 2         | Graham Fought the Bones and the Bones Won | Fred Savage       | Berkley Johnson                   | 2. října 2019      |
| 26           | 3         | Derek Sucks                               | Natalia Anderson  | Kim Rosenstock                    | 9. října 2019      |
| 27           | 4         | Big Widow Wives                           | Erin O'Malley     | Ali Kinney                        | 23. října 2019     |
| 28           | 5         | Sport                                     | Erin O'Malley     | Ali Kinney                        | 23. října 2019     |
| 29           | 6         | Welcome, to Hell, Sickos!                 | Jennifer Arnold   | Noah Garfinkel                    | 30. října 2019     |
| 30           | 7         | Xander and Camille                        | Trent O'Donnell   | Matt Fusfeld a Alex Cuthbertson   | 6. listopadu 2019  |
| 31           | 8         | Every Thursday Should Be Like This        | Satya Bhabha      | Mnelik Belilgne                   | 20. listopadu 2019 |
| 32           | 9         | A Place Where Men Can Be Men              | Dean Holland      | Kyle Mack                         | 4. prosince 2019   |
| 33           | 10        | Good Holidays to You                      | Bill Purple       | Alison Bennett                    | 11. prosince 2019  |
| 34           | 11        | The Angie-Man                             | Jillian Giacomini | Berkley Johnson a Maurin Mwombela | 8. ledna 2020      |
| 35           | 12        | Welcome to Hilltop!                       | Daryl Wein        | Dani Shank                        | 15. ledna 2020     |
| 36           | 13        | Chunkies                                  | Ken Whittingham   | Taylor Cox                        | 22. ledna 2020     |
| 37           | 14        | Yarn and Pebbles                          | Michael Schur     | Noah Garfinkel                    | 29. ledna 2020     |
| 38           | 15        | Chez Second Grade                         | Jeff Blitz        | Kyle Mack                         | 12. února 2020     |
| 39           | 16        | Hip$ for Dolores                          | Natalia Anderson  | Mnelik Belilgne                   | 19. února 2020     |
| 40           | 17        | Untz, Untz, Untz                          | Erin O'Malley     | Ali Kinney                        | 26. února 2020     |
| 41           | 18        | Oh Dip, She's Having a Baby               | Jason Winer       | Kim Rosenstock                    | 15. dubna 2020     |
| 42           | 19        | A Night in Camarillo                      | Anya Adams        | Celeste Klaus                     | 22. dubna 2020     |
| 43           | 20        | Look, This is Obviously a Sexy Situation  | Matt Freund       | Matt Fusfeld a Alex Cuthberston   | 6. května 2020     |
| 44           | 21        | A Night of Delicate Frenching             | Fred Savage       | David Feeney                      | 6. května 2020     |
| 45           | 22        | No. Wait. What? Hold On                   | Erin O'Malley     | JJ Philbin                        | 13. května 2020    |